# Słapówka (szczyt)
Słapówka (906 m) – szczyt w Grupie Oszusa w Beskidzie Żywiecko-Kisuckim. Znajduje się w pobliżu granicy polsko-słowackiej, w widłach dwóch źródłowych cieków potoku Urwisko. Na mapie Compassu jest opisany jako Klin z wysokością 904 m.
Słapówka jest całkowicie porośnięta lasem, jednak na lotniczej mapie Geoportalu widać, że jej stoki zostały niemal całkowicie wylesione wskutek olbrzymich wiatrołomów. Znajduje się w granicach wsi Soblówka w województwie śląskim, w powiecie żywieckim, w gminie Ujsoły.